# Sâmburești
Sâmburești es una comuna ubicada en el distrito de Olt, Rumania.

## Superficie
Posee una superficie de 30,73 kilómetros cuadrados.

## Demografía
Hasta 2021 la población era de 1058 habitantes, con una densidad de población de 34,43 habitantes por kilómetro cuadrado.